# Michael Dudikoff
Michael Dudikoff  (8 de octubre de 1954) es un actor estadounidense.

## Biografía
Michael, de nombre completo Michael Joseph Stephen Dudikoff, nació en Redondo Beach (California). Posteriormente realizó sus estudios de secundaria en la Redondo Union High School. Se matriculó en la universidad y se licenció en Psicología, especializándose en psicología infantil. Un amigo le convenció para que probara suerte como actor. Se trasladó a Los Ángeles en 1978 y comenzó realizando pequeños papeles en series de televisión como Dallas y en toda clase de películas. No fue hasta 1985 que cobró cierta fama tras protagonizar la película El guerrero americano, a la que siguió La fuerza de la venganza (1986). A partir de ahí quedó encasillado en películas de artes marciales, principalmente de serie B, debido principalmente a su habilidad con el jiu-jitsu brasileño, el cual ha practicado intermitentemente durante 16 años.

## Filmografía
| Año  | Película                             | Personaje            | Director               |
| ---- | ------------------------------------ | -------------------- | ---------------------- |
| 1980 | Con amor y con humor                 | Millie's houseboy    | Harold Becker          |
| 1981 | Cumpleaños sangriento                | Willard              | Ed Hunt                |
| 1981 | La justicia del Ninja                | Sin acreditar        | Menahem Golan          |
| 1982 | Su otro amor                         | Hombre joven del bar | Arthur Hiller          |
| 1982 | Soy tu hija, ¿te acuerdas?           | Chico del bus        | Herbert Ross           |
| 1982 | Tron                                 | Recluta              | Steven Lisberger       |
| 1983 | Más allá del valor                   | Asistente de Blaster | Ted Kotcheff           |
| 1984 | Despedida de soltero                 | Ryko                 | Neal Israel            |
| 1985 | El guerrero americano                | Joe Armstrong        | Sam Firstenberg        |
| 1985 | Radioactive Dreams                   | Marlowe Hammer       | Albert Pyun            |
| 1986 | La fuerza de la venganza             | Matt Hunter          | Sam Firstenberg        |
| 1987 | Ninja Americano II                   | Joe Armstrong        | Sam Firstenberg        |
| 1988 | Cabeza de pelotón                    | Tte. Jeff Knight     | Aaron Norris           |
| 1989 | El río de la muerte                  | John Hamilton        | Steve Carver           |
| 1990 | Midnight Ride                        | Lawson               | Bob Bralver            |
| 1990 | Air América                          | Lee                  | Roger Spottiswoode     |
| 1990 | American Ninja 4: The Annihilation   | Joe Armstrong        | Cedric Sundstrom       |
| 1992 | Escudos humanos                      | Doug Matthews        | Ted Post               |
| 1993 | Rescátame                            | Daniel MacDonald     | Arthur Allan Seidelman |
| 1994 | Chain of Command                     | Merrill Ross         | David Worth            |
| 1995 | Cyberjack                            | Nick James           | Robert Lee             |
| 1996 | Soldier Boyz                         | Mayor Howard Toliver | Louis Morneau          |
| 1997 | Los cazarrecompensas                 | Jersey Bellini       | George Erschbamer      |
| 1997 | Cazadores a sueldo                   | Jersey Bellini       | George Erschbamer      |
| 1997 | Strategic Command                    | Dr. Rick Harding     | Rick Jacobson          |
| 1997 | En zona de peligro                   | Sonny                | Damian Lee             |
| 1997 | The Shooter                          | Michael Atherton     | Fred Olen Ray          |
| 1998 | En su propia defensa                 | Andrew Gardfield     | Sidney J. Furie        |
| 1998 | Territorio peligroso                 | D´Artagnan           | Georges Chamchoum      |
| 1998 | Objetivo libertad                    | Tom Dickson          | Jerry P. Jacobs        |
| 1998 | Trueno negro                         | Vince                | Rick Jacobson          |
| 1998 | Ringmaster - El rey de la telebasura | Rusty                | Neil Abramson          |
| 1999 | The Silencer                         | Quinn Simmons        | Robert Lee             |
| 1999 | Counter Measures                     | Cap. Jake Fuller     | Fred Olen Ray          |
| 2001 | Stranded                             | Ed Carpenter         | Fred Olen Ray          |
| 2001 | Tormenta de fuego                    | Daniels              | Jim Wynorski           |
| 2002 | Huracán                              | Jared                | Jim Wynorski           |
| 2002 | Quicksand                            | Bill Turner          | Sam Firstenberg        |
| 2002 | Atrapados en el espacio              | Ed Carpenter         | Fred Olen Ray          |
|      |                                      |                      |                        |